# Straat Senjavin

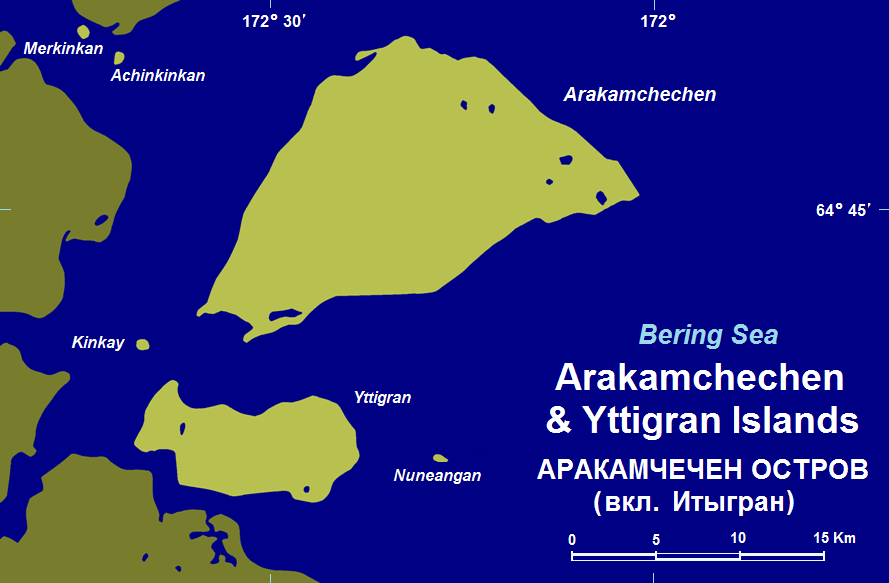
Straat Senjavin, links van Arakamtsjetsjen en Itygran

De Straat Senjavin (Russisch: Пролив Сенявина) is een Russische zeestraat in het westen van de Beringzee die de eilanden Arakamtsjetsjen en Itygran (ook wel de 'Senjavineilanden' genoemd) scheidt van de oostkust van het Tsjoektsjenschiereiland in het oosten van de autonome okroeg Tsjoekotka. In de zeestraat ligt het eilandje Kynkaj. Aan noordzijde ligt het dorp Janrakynnot.
De straat heeft een lengte van ongeveer 20 kilometer. De breedte varieert van 10 kilometer in het noordoosten tot 5 in het zuidwesten. De diepte bedraagt maximaal 91 meter. In het zuiden gaat de straat over in de Roemiletbocht. Andere wateren die eraan grenzen zijn in het oosten de Straat Tsjetsjennoejym (tussen Itygran en het Tsjoektsjenschiereiland) en de Straat Jyergyn (tussen Itygran en Arakamtsjetsjen) en in het westen de Abolesjevabocht (Kaljalenbocht) en de Penkigngejbocht. Aan noordzijde stroomt de rivier Maritsj (Janrakynnotvaam) in via de Kejtsjoeynlagune ten oosten van Janrakynnot. Ten westen van Janranynnot strekt de landtong Veneetken zich uit parallel aan de kust.
De kusten zijn overwegend bergachtig met toppen die op plekken oprijzen tot ruim 600 meter. De zeebodem is zilt en bestaat deels uit zand en kiezel.
De zeestraat werd in kaart gebracht door Fjodor Litke tijdens zijn wereldreis op de boot Senjavin (naar de Russische admiraal Dmitri Senjavin) van 1828 tot 1829.